# Mistrovství Evropy ve sportovním lezení 2010

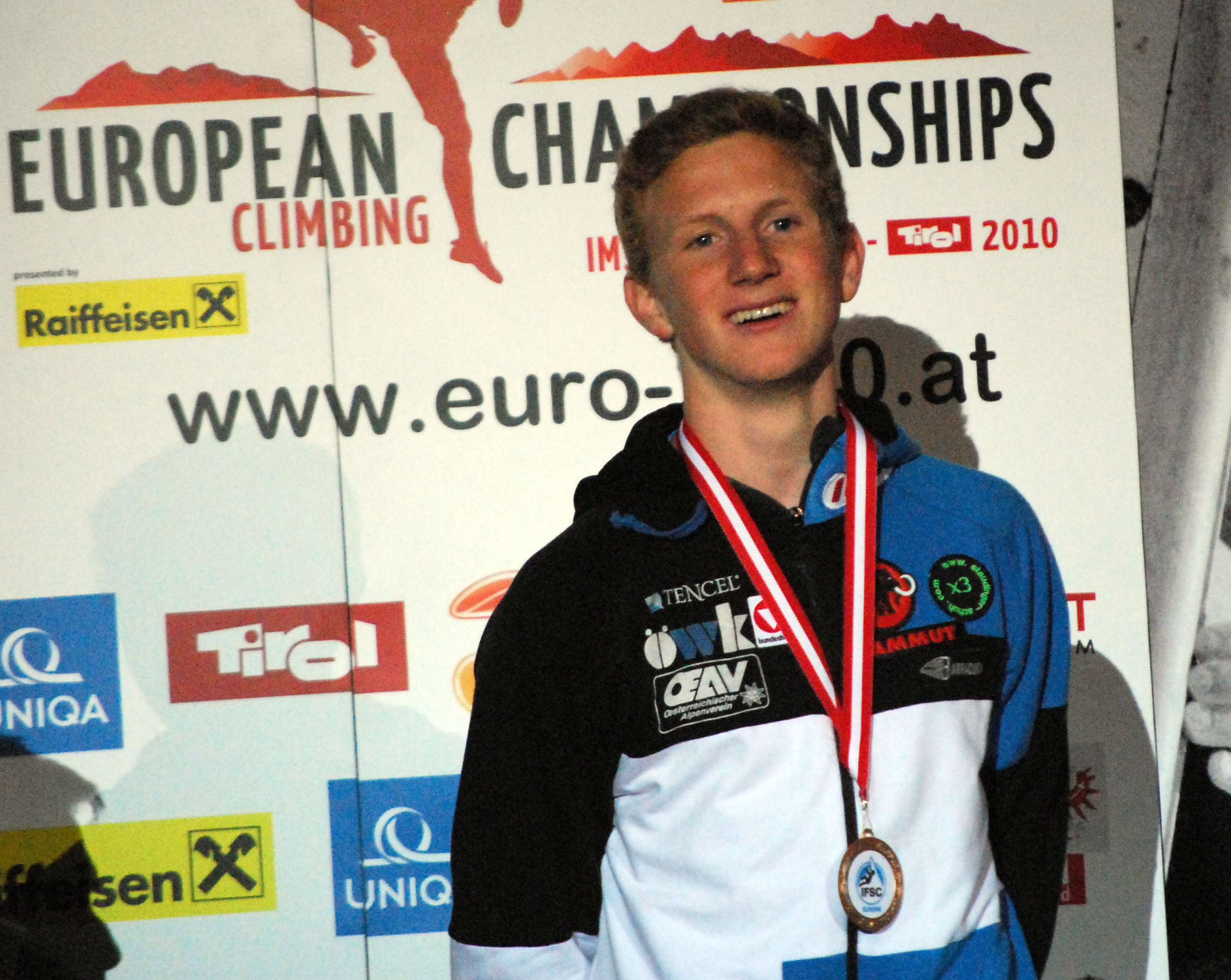
Jakob Schubert s bronzovou medailí na ME 2010 v Imstu

Mistrovství Evropy ve sportovním lezení 2010 (anglicky: IFSC European Climbing Championship, německy: Kletter-Europameisterschaft) se uskutečnilo již po deváté, současně 14.–18. září ve dvou rakouských městech Innsbruck a Imst..

## Průběh závodů

### Češi na ME
Čeští reprezentanti získali medaile ve všech disciplínách – Adam Ondra stříbrnou v obtížnosti a boulderingu, Libor Hroza bronzovou za rychlost. Z dalších závodníků si nejlépe vedla Silvie Rajfová, která v semifinále v boulderingu skončila devátá a Martin Stráník, který se těsně nedostal do semifinále v boulderingu a skončil za první třetinou závodního pole.

### Výsledky mužů a žen
| obtížnost                   | obtížnost           | rychlost               | rychlost             | bouldering             | bouldering         |
| --------------------------- | ------------------- | ---------------------- | -------------------- | ---------------------- | ------------------ |
| muži                        | ženy                | muži                   | ženy                 | muži                   | ženy               |
| 1. Ramón Julián Puigblanque | 1. Angela Eiter     | 1. Sergey Abdrakhmanov | 1. Edyta Ropek       | 1. Cédric Lachat       | 1. Anna Stöhr      |
| 2. Adam Ondra               | 2. Johanna Ernst    | 2. Stanislav Kokorin   | 2. Kseniia Alekseeva | 2. Adam Ondra          | 2. Juliane Wurmová |
| 3. Jakob Schubert           | 3. Alizée Dufraisse | 3. Libor Hroza         | 3. Natalia Titova    | 3. Kilian Fischhuber   | 3. Olga Shalagina  |
|                             |                     |                        |                      |                        |                    |
| -                           | -                   | 29. Jiří Švácha        | -                    | 21.-22. Martin Stráník | 9. Silvie Rajfová  |
| -                           | -                   | -                      | -                    | 35.-36. Jan Chvála     | -                  |
| -                           | -                   | -                      | -                    | 43.-44. Ondřej Nevělík | -                  |
|                             |                     |                        |                      |                        |                    |
| 8 finalistů                 | 8 finalistek        | 4/8 finalistů          | 4/8 finalistek       | 6 finalistů            | 6 finalistek       |
| 26 semifinalistů            | 26 semifinalistek   | 16 semifinalistů       | 16 semifinalistek    | 20 semifinalistů       | 20 semifinalistek  |
| 59 mužů                     | 44 žen              | 44 mužů                | 23 žen               | 63 mužů                | 41 žen             |

### Čeští Mistři a medailisté
| Disciplína | Lezec/lezkyně | Zlato | Stříbro          | Bronz            |
| ---------- | ------------- | ----- | ---------------- | ---------------- |
| Obtížnost  | Adam Ondra    |       | Stříbrná medaile |                  |
| Rychlost   | Libor Hroza   |       |                  | Bronzová medaile |
| Bouldering | Adam Ondra    |       | Stříbrná medaile |                  |

### Medaile podle zemí
| pořadí | stát      | Zlatá medaile | Stříbrná medaile | Bronzová medaile | celkem |
| ------ | --------- | ------------- | ---------------- | ---------------- | ------ |
| 1.     | Rakousko  | 2             | 1                | 2                | 5      |
| 2.     | Rusko     | 1             | 2                | 1                | 4      |
| 3.     | Česko     | 0             | 2                | 1                | 3      |
| 4.     | Španělsko | 1             | 0                | 0                | 1      |
| 4.     | Polsko    | 1             | 0                | 0                | 1      |
| 4.     | Švýcarsko | 1             | 0                | 0                | 1      |
| 7.     | Německo   | 0             | 1                | 0                | 1      |
| 8.     | Francie   | 0             | 0                | 1                | 1      |
| 8.     | Ukrajina  | 0             | 0                | 1                | 1      |

### Zúčastněné země
| 1.   | Španělsko   | Rakousko   | Rusko      | Polsko    | Švýcarsko          | Rakousko           |
| 2.   | Česko       | Francie    | Česko      | Rusko     | Česko              | Německo            |
| 3.   | Rakousko    | Slovinsko  | Polsko     | Itálie    | Rakousko           | Ukrajina           |
| 4.   | Norsko      | Švýcarsko  | Ukrajina   | Německo   | Slovinsko          | Rusko              |
| 5.   | Rusko       | Ukrajina   | Maďarsko   | Ukrajina  | Nizozemsko         | Francie            |
| 6.   | Francie     | Rusko      | Itálie     | Švýcarsko | Itálie             | Slovinsko          |
| 7.   | Slovinsko   | Belgie     | Německo    | Rakousko  | Spojené království | Česko              |
| 8.   | Švýcarsko   | Itálie     | Chorvatsko | Slovinsko | Rusko              | Švýcarsko          |
| 9.   | Ukrajina    | Maďarsko   | Španělsko  | Maďarsko  | Německo            | Itálie             |
| 10.  | Německo     | Španělsko  | Belgie     | -         | Francie            | Švédsko            |
| 11.  | Itálie      | Polsko     | Slovinsko  | -         | Norsko             | Norsko             |
| 12.  | Nizozemsko  | Nizozemsko | Rakousko   | -         | Španělsko          | Nizozemsko         |
| 13.  | Švédsko     | Bulharsko  | Švýcarsko  | -         | Finsko             | Polsko             |
| 14.  | Portugalsko | Turecko    | Norsko     | -         | Bulharsko          | Maďarsko           |
| 15.  | Lucembursko | Chorvatsko | -          | -         | Švédsko            | Spojené království |
| 16.  | Slovensko   | -          | -          | -         | Slovensko          | Chorvatsko         |
| 17.  | Chorvatsko  | -          | -          | -         | Ukrajina           | Bulharsko          |
| 18.  | Turecko     | -          | -          | -         | Portugalsko        | Turecko            |
| 19.  | -           | -          | -          | -         | Irsko              | Belgie             |
| 20.  | -           | -          | -          | -         | Chorvatsko         | -                  |
| 21.  | -           | -          | -          | -         | Turecko            | -                  |
| 22.  | -           | -          | -          | -         | Litva              | -                  |
| (26) | 18          | 15         | 14         | 9         | 22                 | 19                 |